# Lonicera buddleioides
Lonicera buddleioides är en kaprifolväxtart som beskrevs av Ping Sheng Hsu och S.C. Cheng. Lonicera buddleioides ingår i släktet tryar, och familjen kaprifolväxter. Inga underarter finns listade i Catalogue of Life.